# Abraão de Alexandria
Abraão de Alexandria (também Abraão, o Sírio; Síria, século X -?, 978) também conhecido como Efrem ou Ephrem, foi o 62º Papa de Alexandria e o Patriarca da Sé de São Marcos. Reconhecido como um santo pela Igreja Ortodoxa Copta, ele é venerado por sua dedicação ao serviço religioso e suas contribuições para a fé cristã copta.

## Início da vida
Abraão, de origem siríaca, era um comerciante abastado que frequentemente viajava para o Egito em suas atividades comerciais. Eventualmente, ele se estabeleceu em Alexandria, onde sua generosidade, devoção e amor pelos menos favorecidos eram amplamente reconhecidos. Após sua ordenação como Papa de Alexandria, Abraão tomou a decisão de compartilhar sua riqueza com os necessitados. Metade de seus recursos foram destinados à caridade, enquanto a outra metade foi utilizada para construir piscinas em várias regiões do Egito. Um exemplo notável é a piscina da Igreja de São Mercúrio, localizada na área copta do Cairo. 

## Eleição
Durante o reinado de Al-Muizz, o primeiro governante fatímida do Egito, as políticas em relação aos coptas oscilavam entre simpatia e abuso, alternando entre períodos de atrocidade e brutalidade. Durante esse tempo, a Cadeira de São Marcos permaneceu vaga por cerca de dois anos. Os bispos e líderes da comunidade copta se reuniram na Igreja de São Sérgio e São Baco, no Cairo, para discutir possíveis candidatos para o patriarcado. Enquanto estavam reunidos, Abraão, o Sírio, um homem conhecido por sua devoção religiosa e piedade, entrou na igreja. Um dos presentes virou-se para um bispo e sugeriu que, se estavam em busca de um candidato para o patriarcado, Deus havia enviado um candidato naquele momento. A proposta impressionou profundamente o grupo reunido, e decidiram por unanimidade eleger Abraão como o novo patriarca. Abraão foi então levado em correntes de ferro para Alexandria, onde foi consagrado como o 62º patriarca de Alexandria, assumindo a liderança da comunidade copta.

## Patriarcado
Logo após assumir o cargo, Abraão enfrentou o desafio de suprimir a prática da simonia, que havia se tornado um problema significativo durante os últimos patriarcados. Ele tomou medidas enérgicas para combater essa prática, restaurando a integridade financeira da igreja e garantindo que as posições eclesiásticas não fossem vendidas ou compradas. Além disso, Abraão concentrou sua atenção na moralidade dos arcontes da igreja, que frequentemente se envolviam em práticas moralmente questionáveis, como manter concubinas além de suas esposas legais. Ele implementou medidas rigorosas para acabar com essas práticas, ameaçando com a excomunhão aqueles que continuassem a violar os princípios da santidade do casamento.

### A Montanha de Mucatam
O califa fatímida Almuiz Aldim Alá era conhecido por sua tolerância e interesse em debates sobre assuntos religiosos. Ele tinha um ministro judeu chamado Iacube ibne Quilis, que informou-lhe haver no Novo Testamento uma passagem (conhecida como Jesus exorcizando o garoto) que dizia: «...se tiverdes fé como um grão de mostarda, direis a este monte: Passa daqui para acolá, e ele passará.» (Mateus 17:20).
Ele mostrou este versículo ao califa e o persuadiu a desafiar o papa a ordenar que a montanha de Mucatam, a leste do Cairo, move-se casa ele tivesse a fé como um grão de mostarda. O califa foi até o papa e perguntou-lhe se tal versículo era verdadeiro. Quando o Papa Abraão afirmou que ser verdade, Almuiz Aldim Alá desafiou-o a prová-lo,caso contrário os coptas seriam submetido à espada. O Papa pediu-lhe uma moratória de três dias.

### A visão da Virgem Maria
Abraão foi imediatamente até a igreja de Santa Maria (Al Mu'allaqah, ou "Igreja Suspensa"), e pediu aos bispos e sacerdotes para que jejuassem e orassem durante aqueles três dias. Antes do terceiro dia se encerrar, o papa, exausto pela dor da longa vigília, cochilou. Conta-se que a Virgem Maria veio a ele em seu sono e perguntou: "O que há com você?" "Minha senhora, você certamente sabe o que está acontecendo", ele respondeu. Então, ela o confortou e disse-lhe que se ele atravessasse o portão de ferro que conduz ao mercado, iria encontrar um homem de um só olho carregando um saco de água. Este seria o homem que iria mover a montanha, disse ela.
O papa saiu às pressas no início da manhã para fazer o que ela lhe dissera e conheceu Simão, o Sapateiro. Perguntou a Simão o que fazia ali nas primeiras horas do dia. Simão respondeu que estava carregando água para levar aos velhos e doentes que não podiam ir até o poço buscar água. Disse-lhe que essa era a sua prática, todas as manhãs, a de levar nas costas um saco de água para os necessitados, antes de ir trabalhar no curtume. Quando o papa explicou a sua finalidade, Simon ficou relutante no início, mas quando lhe foi dito da visão do papa, colocou-se à sua disposição.

### O milagre
Os dois reuniram um grande número de fiéis, e seguiram em direção à montanha Mucatam. Ao lado deles estava o califa e seu ministro, que já haviam incitado muitas pessoas contra os coptas. Abraão celebrou uma missa e a multidão cantou após ele o Kyrie eleison (copta para "Senhor, tende piedade"), pedindo a misericórdia divina. Diz-se que eles se ajoelharam três vezes enquanto o papa fazia o sinal da cruz com um gesto largo que se estendeu de uma extremidade a outra da montanha.
A montanha balançou violentamente como se um forte terremoto tivesse atingido a terra. Em seguida, ela começou a se mover para cima. Cada vez que os adoradores levantavam-se de suas orações, a montanha elevava-se um pouco mais. Quando ajoelhavam, ela também vinha para baixo, num sobe e desce. Isto aconteceu três vezes e cada vez que a montanha se elevava, os raios do sol, que estavam por trás dela, atravessavam o espaço que separava a Terra da montanha e se tornavam claramente visíveis para a multidão reunida.
Nesta visão impressionante, Almuiz Aldim Alá proclamou: "Deus é grande! (Allahu Akbar)" e virando-se para o papa Abraão, disse: "Isto é suficiente para provar que sua fé é verdadeira". Naturalmente, este evento milagroso causou um tumulto entre a multidão. Quando a ordem foi restabelecida, o papa Abraão procurou Simão, que manteve-se escondido atrás do papa durante as orações, mas não foi encontrado.
O califa, que ainda estava tremendo de medo, abraçou o papa calorosamente e isto marcou o início de uma longa amizade entre os dois. O califa perguntou ao papa o que queria como recompensa. Depois de alguma hesitação, o papa pediu permissão para reconstruir ou reformar algumas igrejas, especialmente a de São Mercurius no que é hoje o Cairo Velho. Essa igreja, que foi parcialmente destruída, estava sendo usado como um armazém de açúcar e a igreja histórica de al-Mu'allaqah. O califa ofereceu recursos do Tesouro do Estado para a reconstrução da igreja, mas Abraão recusou-o. "Aquela Igreja que estamos construindo não precisa do dinheiro do mundo e é capaz de ajudar-nos até terminarmos o trabalho", disse Abraão.
O papa também decretou que o período de três dias de moratória que tinha solicitado ao califa, nos quais ele, os bispos e os sacerdotes passaram em oração e jejum, fosse um período regular de jejum a ser observado por todos os coptas a cada ano. Aqueles três dias foram adicionados aos quarenta dias de jejum antes do Natal. Assim, o jejum do Advento passou para quarenta e três dias, com início em 25 de novembro.

## Morte
O Papa Abraão, o Siríaco, faleceu em 3 de dezembro de 978 d.C., deixando para trás um legado de piedade, integridade e compromisso com a reforma da Igreja Copta.